# 杨子荣 (1918年)
杨子荣（1918年—1996年2月17日），男，山西屯留人，中华人民共和国政治人物，曾任中共黑龙江省委统战部副部长，黑龙江省政协副主席。